# Juža
Juža è una città della Russia europea centrale (oblast' di Ivanovo); è il capoluogo del rajon Južskij.
Sorge sulle sponde del lago Bazal', 95 chilometri a sudovest del capoluogo Ivanovo.